# 焼津西バスストップ
焼津西バスストップ（やいづにしバスストップ）は、静岡県焼津市小土（こひじ）の東名高速路線上に位置するバス停である。バス停名は各社共通で「東名焼津西」。

## 停車する路線
- ジェイアール東海バス（JR東海バス）
  - 京阪神昼特急静岡号
- ジェイアール東海バス・ジェイアールバス関東
  - 東名高速線（東名ハイウェイバス）
- ジェイアール東海バス・西日本ジェイアールバス（西日本JRバス）
  - 京阪神ドリーム静岡号
- しずてつジャストライン（Shizutetsu Express）
  - 特急静岡相良線
  - 富士山静岡空港静岡線
  - 静岡大阪線(京都大阪ライナー)

## 隣接のBS等
- 至近のBS・IC等
大井川焼津藤枝SIC/大井川BS - 焼津西BS- 焼津IC・日本坂PA

- 東名ハイウェイバス
  - 超特急（スーパーライナー）
吉田BS - 焼津西BS - 静岡BS
  - 特急（東名ライナー）・急行
大井川BS - 焼津西BS - 静岡BS
- 京阪神ドリーム静岡号
吉田BS - 焼津西BS - 静岡BS
静岡県内のみの利用はできない。
- 京阪神昼特急静岡号
吉田BS - 焼津西BS - 静岡BS
京都府以降でのみ乗降可能。
- 特急静岡相良線・富士山静岡空港静岡線
大井川BS - 焼津西BS - 静岡インター入口

## 沿革
1974年4月26日 しずてつジャストライン 特急静岡御前崎線(現在の特急静岡相良線)が開業し、停車バス停となる。
2011年3月4日 しずてつジャストライン 静岡大阪線(京都大阪ライナー)が開業し、停車バス停となる。
2018年3月31日 2014年8月2日より、博多・フジヤマ Expressの停車バス停であったが、同路線の運行終了により、停車バス停ではなくなった。
2018年7月3日 バス停に安全柵が新設される。同時に手すりの工事も行われた。

## 乗り換え
近くに西焼津駅があり、東名高速のバス停としては比較的乗り換えの利便性が高い。
- JR東海道本線西焼津駅 約500m
- 東名焼津西バス停（出入口そば側道上）
  - しずてつジャストライン五十海大住線（土休日のみ運行）
    - 西焼津駅北口 - 東名焼津西 - 藤枝大手 - 清里
- 西焼津駅南口バス停
  - しずてつジャストライン五十海大住線（平日のみ運行）
    - 焼津市立病院前 - 大住 - 西焼津駅南口 - 藤枝大手 - 清里

  - 焼津市自主運行バス焼津循環線
    - 焼津駅 - 市役所 - 市立病院 - 西焼津駅 - 焼津駅